# Округ Грыбув
Округ Грыбув (нем. Bezirk Grybów, Грыбовский уезд, пол. Powiat grybowski) — административная единица коронной земли Королевства Галиции и Лодомерии в составе Австро-Венгрии, существовавшая в 1867—1918 годах. Административный центр — Грыбув.
Площадь округа в 1879 году составляла 5,9503 квадратных миль (342,38 км2), а население 42 368 человек. Округ насчитывал 87 населённых пунктов, организованные в 71 кадастровый муниципалитет. На территории округа действовало 2 районных суда — в Грыбуве и Ченжковице.
После Первой мировой войны округ вместе со всей Галицией отошёл к Польше.